# Inhibition sexuelle
L'inhibition sexuelle est un trouble de l'activité sexuelle. En cas d'inhibition sexuelle, la personne peut avoir des difficultés à entrer en contact avec un partenaire, à nouer des relations amoureuses, à passer à l'acte sexuel, ou à avoir un désir sexuel satisfaisant.

## Causes possibles
L’inhibition sexuelle, ou psychosexuelle, est souvent dû à une mauvaise image de sa propre personne. 
Un manque de confiance en soi ou une timidité excessive peuvent induire une pudeur extrême,  inhiber des relations pré-sexuelles ou sexuelles et conduire à une situation de misère sexuelle. 

## Causes

### Généralité
L’absence de désir, vu comme une dysfonction secondaire, est souvent liée à un problème de confiance en soi, avec comme autres facteurs la peur du rejet, une mauvaise expérience sexuelle passée (agression sexuelle), la peur de l’intimité, du plaisir ou de l’engagement, la dépression, le stress, l’anxiété...

### Manque d'intimité
La présence d'un animal de compagnie dans la chambre lors d’un acte sexuel peut inhiber sexuellement l'un des partenaires ou les deux partenaires ; de même avec de jeunes enfants ou la proximité d'autres personnes, ou quand le couple peut être entendu dans ses ébats ; En limitant l'intimité, ils empêchent, en quelque sorte, les rapprochements du couple.

### Chez la personne âgée
Une des principales causes de l’inhibition sexuelle chez les personnes âgées, en dehors de l'âge lui-même, est la prise de médicaments, dont certains causent une baisse de la libido ou des troubles de l'érection, ce qui peut affecter la qualité des relations sexuelles ou les rendre impossibles. Certains médicaments modifient la concentration en dopamine, sérotonine et testostérone, ce qui peut affecter le désir, l'appétit et la performance ou la fonction sexuelle (ex : Antihistaminiques, antihypertenseurs, anticholinergiques, antidépresseurs, antipsychotiques et tranquillisants mineurs).
D’autres facteurs peuvent venir affecter ces relations, comme le bruit, l’anxiété, les communications verbales, la musique, etc.